# Carausius sechellensis
Carausius sechellensis is een insect uit de orde Phasmatodea en de  familie Phasmatidae. De wetenschappelijke naam van deze soort is voor het eerst geldig gepubliceerd in 1895 door Bolívar.
1. ↑  (en) Carausius sechellensis op de IUCN Red List of Threatened Species.